# Некрасово (Тюменская область)
Некрасово — деревня в Юргинском районе Тюменской области России. Входит в состав Шипаковского сельского поселения.

## География
Деревня находится в центральной части Тюменской области, в пределах юго-западной части Западно-Сибирской низменности, в подзоне южной тайги, на берегах реки Некрасовки, на расстоянии примерно 13 километров (по прямой) к северо-востоку от села Юргинского, административного центра района.

### Климат
Климат континентальный с холодной многоснежной зимой и тёплым относительно коротким летом. Продолжительность безморозного периода составляет в среднем 110 дней. Абсолютная годовая амплитуда температуры воздуха достигает 80-85 °C. Среднегодовое количество атмосферных осадков составляет 340 мм, из которых большая часть выпадает в тёплый период.

### Часовой пояс
Деревня Некрасово, как и вся Тюменская область, находится в часовой зоне МСК+2. Смещение применяемого времени относительно UTC составляет +5:00.

## Население
| 2010 |
| ---- |
| 24   |

### Половой состав
По данным Всероссийской переписи населения 2010 года в половой структуре населения мужчины составляли 50 %, женщины — соответственно также 50 %.

### Национальный состав
Согласно результатам переписи 2002 года, в национальной структуре населения русские составляли 93 % из 56 чел.